# Ceroplastes royenae
Ceroplastes royenae är en insektsart som beskrevs av Hall 1931. Ceroplastes royenae ingår i släktet Ceroplastes och familjen skålsköldlöss.
Artens utbredningsområde är Zimbabwe. Inga underarter finns listade i Catalogue of Life.